# Son and The Holy Ghosts
Son and The Holy Ghosts és un grup musical mallorquí fundat el 2009 per Guillem (Son) Mesquida després de la pèrdua de son pare. Inicialment s'anomenava Son. L'estil musical beu de músics com Neil Young, Bob Dylan i Tom Petty.
El 2015 la marca de sabates Baudot 1927 utilitzà la cançó The Call (del LP The Soldier and Ladyfire) a una campanya publicitària internacional.

## Discografia
- Lyrics and Songs (2009) (àlbum)
- The Solider and LadyFire (2013) (LP)
- Shadows & Monsters (2011, autoeditat) (EP)
- Lyrics and Songs (2009, Blau Discmedi) (LP)[1]
- 1995 (2016, Blau Discmedi; Espora i Warner) (àlbum)[4]